# Luteinizirajući hormon
Luteinizirajući hormon, LH  je hormon koji se stvara i izlučuje iz gonadotropnih stanica prednjeg režnja hipofize (adenohipofiza). Zajedno s folikulostimulirajućim hormonom (FSH) važan je za pravilnu reproduktivnu funkciju spolnog sustava.
Kod žena, nagao porast razine LH uzrokuje ovulaciju, a kod muškaraca stimulira Leydigove stanice u sjemenicima da proizvode testosteron.
Po kemijskom sastavu LH je glikoprotein koji se sastoji od dvije podjedinice. Svaka podjedinica sastoji se od niza aminokiselina i šečernih nastavaka. Alfa podjedinica ovog hormona sadrži 92 aminokiseline i identična je onima kod FSH, hCG (ljudski korionski gonadotropin) i TSH (tiretropin). Beta podjedinica se sastoji od 121 aminokiseline i zadužena je za specifične učinke hormona i vezivanje na LH receptor.
Beta podjedinica sadrži isti niz aminokiselina kao i beta podjedinica hCG i obje se mogu vezati za isti receptor. Ipak beta podjedinica hCG sadrži dodatnih 24 aminokiselina i razlikuju se u sastavu šečernih komponenti, što određuje njihovu biološku aktivnost i vrijeme poluraspada.
Poluživot LH je 20 minuta, hCG 24 sata, a FSH 3-4 sata.